# Vlad Vicol
Vlad Cristian Vicol est un mathématicien qui travaille sur les équations aux dérivées partielles (EDP), en particulier les problèmes de régularité dans les EDP en hydrodynamique.

## Biographie
Vlad Vicol est étudiant boursier à partir de 2002 à l'Université Jacobs de Brême avec une licence en 2005 et il obtient son doctorat en mathématiques en 2010 à l'université de Californie du Sud sous la direction d'Igor Kukavica (titre de sa thèse : Analyticité et régularité de classe de Gevrey pour les équations d'Euler ). La thèse porte sur la propagation de l'analyse et la régularité de Gevrey pour l'équation d'Euler dans des domaines bornés. Il est chercheur postdoctoral et instructeur Dickson à l'université de Chicago avec Peter Constantin de 2010 à 2012 où il travaille sur la régularité globale de l'équation critique SQG (surface quasi-geostrophic) pour des volumes de données importants. En 2012, il devient professeur assistant à l'université de Princeton et en 2018  au Courant Institute of Mathematical Sciences de l'université de New York, où il est professeur titulaire depuis 2020.

## Recherche
En 2017, Vlad Vicol prouve, avec Tristan Buckmaster, qu'il existe des conditions initiales dans lesquelles les solutions faibles des équations de Navier-Stokes en hydrodynamique, qui sont largement utilisées par exemple dans la modélisation des turbulences et plus généralement dans des fluides avec frottement, ne sont pas uniques. Ceci est une indication d'un comportement possiblement pathologique de ces équations ou de l'approche mathématique de celles-ci utilisant des solutions faibles qui avait été choisie depuis Jean Leray. Le comportement régulier des solutions des équations de Navier-Stokes fait l'objet de l'un des problèmes du millénaire. Dans leur preuve, ils utilisent les méthodes de László Székelyhidi et Camillo De Lellis, qui avaient déjà réalisé une percée scientifique dans une équation hydrodynamique (à savoir l'équation d'Euler) étroitement liée aux équations de Navier-Stokes (cas limite où la viscosité est négligeable).
Vlad Vicol travaille également sur de nombreuses autres équations de l'hydrodynamique, comme les équations de couche limite, la théorie quasigéostrophique, les équations scalaires actives non locales. Dans les équations de Navier-Stokes, il a examiné le comportement à long terme des nombres de Reynolds élevés.

## Distinctions
- 2015 : Conférence plénière au Congrès SIAM sur les équations aux dérivées partielles.
- de 2015 à 2018 : Sloan Research Fellow.
- 2016 : Junior Professor Teaching Award à Princeton
- 2017 : Prix du Congrès mathématique des Amériques (MCA) à Montréal.
- 2019 : Clay Research Award avec Tristan Buckmaster et Philip Isett[2].
- 2022 : Conférencier invité au Congrès international des mathématiciens (Formation and development of singularities for the compressibel Euler equations).
- 2023 : Simons Investigator in Mathematics
- 2023 : Fellow of the AMS
- 2024 : Conférencier invité au Congrès européen de mathématiques de Séville (Anomalous diffusion).

## Publications
Livres
- Tristan Buckmaster, Nader Masmoudi, Matthew  Novack et Vlad Vicol, Intermittent Convex Integration for the 3D Euler Equations, Princeton University Press, coll. « Annals of Mathematical Studies » (no 217), 31 décembre 2023, vi+ 246 (ISBN 978-0-691-24956-8, DOI 10.1515/9780691249568, présentation en ligne)

- Jacob Bedrossian et Vlad Vicol, The Mathematical Analysis of the Incompressible Euler and Navier-Stokes Equations: An Introduction, American Mathematical Society, coll. « Graduate Studies in Mathematics » (no 217), 21 septembre 2022, xiii+ 218 (ISBN 978-1-4704-7049-4, DOI 10.1090/gsm/225, lire en ligne)

Articles (sélection)
- Jiajie Chen, Giorgio Cialdea, Steve Shkoller et Vlad Vicol, « Vorticity blowup in 2D compressible Euler equations », Arxiv,‎ 8 juillet 2024 (DOI 10.48550/arXiv.2407.06455, arXiv 2407.06455)
- Tristan Buckmaster, Camillo  De Lellis, László Székelyhidi et Vlad Vicol, « Onsager's Conjecture for Admissible Weak Solutions », Communications on Pure and Applied Mathematics, vol. 72, no 2,‎ février 2019, p. 229–274 (DOI 10.1002/cpa.21781, arXiv 1701.08678, lire en ligne).

- Tristan Buckmaster et Vlad Vicol, « Nonuniqueness of weak solutions to the Navier-Stokes equation », Annals of Mathematics, vol. 189, no 1,‎ janvier 2019, p. 101–144 (DOI 10.4007/annals.2019.189.1.3, arXiv 1709.10033, lire en ligne, consulté le 6 septembre 2024).

- Tristan Buckmaster, Maria Colombo et Vlad Vicol, « Wild solutions of the Navier–Stokes equations whose singular sets in time have Hausdorff dimension strictly less than 1 », Journal of the European Mathematical Society, vol. 24, no 9,‎ 25 octobre 2021, p. 3333–3378 (DOI 10.4171/jems/1162, arXiv 1809.00600, lire en ligne, consulté le 7 septembre 2024).

- Tristan Buckmaster et Vlad Vicol, « Convex integration and phenomenologies in turbulence », EMS Surveys in Mathematical Sciences, vol. 6, no 1,‎ 4 mars 2020, p. 173–263 (DOI 10.4171/emss/34, arXiv 1901.09023, lire en ligne, consulté le 7 septembre 2024).